# Das edle Herz (Bruckner, 1857)
Das edle Herz, WAB 66, ist ein weltliches Chorwerk, das Anton Bruckner im Dezember 1857 während seines Aufenthalts in Linz komponierte. Während seines Aufenthalts im Stift St. Florian hatte Bruckner bereits eine erste Vertonung des Liedes für Männerchor komponiert, WAB 65.

## Geschichte
Die zweite Vertonung des Werkes nach demselben Text von Ernst Marinelli komponierte Bruckner im Dezember 1857 während seines Aufenthalts in Linz. Es ist nicht bekannt, ob das Werk, das möglicherweise auf Wunsch der Liedertafel Frohsinn für eine Aufführung als gemischter Chor komponiert wurde, zu Bruckners Lebzeiten aufgeführt wurde.
Das Originalmanuskript des Werkes ist verschollen. Eine Skizze des Werkes befindet sich im Archiv von Enns.
Das Werk, von dem ein Exemplar in Band III/2, S. 13–17, der Göllerich/Auer-Biografie herausgegeben wurde, ist in Band XXIII/2, Nr. 12 der Gesamtausgabe.

## Musik
Der zweite Satz von Das edle Herz ist in der gleichen Tonart und ist 8 Takte kürzer als der erste Vertonung des Stückes.
Das 38 Takte lange Werk in 4/4-Musiknotation ist in A-Dur für gemischten Chor besetzt. Die Partitur endet mit einem 4-taktigen statt 13-taktigen Choral.

## Diskografie
Es gibt eine einzige Aufnahme von dieser zweiten Vertonung von Das edle Herz:
- Calmus Ensemble, Bruckner Vocal – Das edle Herz, WAB 66 – Carus, 2023

Anmerkung: Eine Aufführung von Stephen Cleobury mit dem BBC Choir (2011) ist im Bruckner-Archiv abgelegt: Charter Oak COR-2178 (Box mit 2 CDs).